# Dermo-chondro-corneale Dystrophie
Die Dermo-chondro-corneale Dystrophie ist eine sehr seltene angeborene, ursprünglich zu den idiopathischen Osteolysen gezählte Erkrankung mit den Hauptmerkmalen Osteolyse der Hände und Füße, Hornhauttrübungen und Xanthomen.
Synonyme sind: Idiopathische karpotarsale Osteolyse Typ V; Osteolyse, hereditäre idiopathische, Typ V (François); François-Syndrom I; Idiopathische Osteolyse Typ V; lateinisch Dystrophia dermo-chondro-cornealis familiaris
Die Bezeichnung bezieht sich auf die Erstautoren der Erstbeschreibung aus dem Jahre 1949 durch den belgischen Augenarzt Jules François (1907–1987).

## Verbreitung und Ursache
Die Häufigkeit wird mit unter 1 zu 1.000.000 angegeben, bislang wurde über weniger als 20 Betroffene berichtet. Die Vererbung erfolgt autosomal-rezessiv. Die Ursache ist bislang nicht bekannt.

## Klinische Erscheinungen
Klinische Kriterien sind:
- Krankheitsbeginn im Kleinkindesalter mit Berührungsempfindlichkeit und Gehbeschwerden
- fortschreitende Osteolysen an Händen und Füssen mit zunehmender Deformierung der Finger und Zehen, Kontrakturen
- Subepitheliale Hornhauttrübungen
- Hautxanthome gruppiert um die Metacarpophalangealgelenke und Interphalangealgelenke, Nase und Ohren sowie auf der Streckseite des Ellbogengelenkes

Hinzu kann eine Nephropathie treten, auch eine Mitbeteiligung des Zahnfleisches ist möglich.